# Sandra Hausberger
Sandra Hausberger (* 16. Februar 1994 in Innsbruck) ist eine österreichische Fußballspielerin.

## Karriere

### Vereine
Hausberger begann beim SPG Brixlegg/Rattenberg mit dem Fußballspielen und wechselte 2008 zum FC Wacker Innsbruck. Für Innsbruck debütierte sie am 26. Oktober 2008 in der ÖFB Bundesliga sowie kurz darauf im ÖFB-Ladies-Cup und kam bis 2013 zu insgesamt 70 Ligaeinsätzen. 2008/09 und 2009/10 wurde sie mit der Mannschaft jeweils österreichische Vizemeisterin und erreichte 2009 und 2012 das Finale im ÖFB-Ladies-Cup, wo man jedoch jeweils dem SV Neulengbach unterlag. Zur Spielzeit 2013/14 unterschrieb Hausberger einen Vertrag beim deutschen Zweitligisten Werder Bremen, mit dem ihr 2015 der Aufstieg in die Bundesliga gelang. Nach dem direkten Wiederabstieg gelang ihr mit den Bremerinnen 2017 der erneute Aufstieg. Hausberger wechselte daraufhin zum Zweitligisten Arminia Bielefeld.

### Nationalmannschaft
Die Mittelfeldspielerin bestritt insgesamt 21 Partien für die U-17- und U-19-Nationalmannschaft, darunter drei im Rahmen der Qualifikation zur U-17-Europameisterschaft und zehn Qualifikationsspiele zur U-19-Europameisterschaft.

### Funktionärin
Seit Juli 2023 ist Sandra Hausberger zusätzlich Teammanagerin der Männer-Profimannschaft von Arminia Bielefeld.

## Erfolge
- Österreichische Vizemeisterin 2008/09 und 2009/10 (mit dem FC Wacker Innsbruck)
- ÖFB-Ladies-Cup-Finalistin 2008/09 und 2011/12 (mit dem FC Wacker Innsbruck)
- Aufstieg in die Bundesliga 2014/15 (mit Werder Bremen)